# Verwall
Verwall (udtales «fer-val» og skrives til tider også Ferwall) er en bjergkæde på grænsen mellem de to østrigske delstater Vorarlberg og Tyrol i det vestlige Østrig.

## Afgrænsning
Verwall begrænses
- i nord af Klostertal i Vorarlberg og Stanzertal i Tyrol samt det mellemliggende Arlbergpasset (mod Lechtal-Alperne),
- i syd af dalene Montafon i Tyrol og Paznaun i Tyrol samt det mellemliggende Zeinispasset (mod Rätikon og Silvretta).

I vest når Verwall til byen Bludenz, hvor floden Alfenz (fra Klostertal) munder ud i Ill (fra Montafon). I øst slutter Verwall hvor floderne Rosanna (fra Stanzertal) og Trisanna (fra Paznaun) danner Sanna (5 km vest for Landeck).

## Toppe
De højeste toppe i Verwall er:
- Hoher Riffler (3.168 moh.)
- Kuchenspitze (3.148 moh.)
- Küchlspitze (3.147 moh.)
- Blankahorn (3.129 moh.)
- Seeköpfe (3.061 moh.)

## Dale
Ud over dalene som begrænser Verwall, er Silbertal den eneste beboede dal
i massivet. Denne er en sidedal af Montafon.
Det findes ingen vejpass over Verwall. Nogle pas kan passeres på stier. Landsbyen Kappl i Paznaun blev f.eks. bosat via bjergpassene fra Stanzertal.

## Geologi
Verwall hører til Central-Alpernes gnejszone.

## Turisme
Om vinteren er nærheden af skisportsstederne Schruns-Tschagguns (Montafon), St. Anton am Arlberg og Ischgl i Paznau markant. Men Verwall kommer bedst til sin ret om sommeren, da vilkårene for vandring og bjergbestigning er meget gode. Der er registreret 10 hytter fra de to Alpenvereine, og der er et tæt netværk af markerede vandrestier. Det er værd at bemærke, at 8 af de 10 hytter ligger over trægrænsen. Til de ubemandede hytter kan en universalnøgle rekvireres mod depositum.

### Hytter
- Darmstädter Hütte, 2384 m (DAV)
- Edmund-Graf-Hütte, 2375 m (ÖAV)
- Friedrichshafener Hütte, 2138 m (DAV)
- Heilbronner Hütte, 2320 m (DAV)
- Kaltenberghütte, 2089 m (DAV)
- Kieler Wetterhütte, 2809 m, ubemandet bivuakhytte (DAV)
- Konstanzer Hütte, 1708 m (DAV)
- Niederelbehütte, 2310 m (DAV)
- Reutlinger Hütte, 2395 m, ubemandet (DAV)
- Wormser Hütte, 2305 m (DAV)
- Alpengasthof Dias, 1863 m (privat)

### Vandrestier (Höhenwege)
Disse stier gør det muligt at vandre igennem Verwall uden at stige ned i en dal. Disse er til dels af høj sværhedsgrad og anbefales kun til særligt øvede bjergvandrere. Stierne er nogle af de smukkeste i hele Alperegionen, og der er flere nedstigninger mulige undervejs, for eksempel i nødstilfælde.
- Friedrichshafener Weg (sti)Peter-Bruckmann-weg: Konstanzer Hütte – Heilbronner Hütte
- Friedrichshafener sti: Heilbronner Hütte – Friedrichshafener Hütte
- Georg-Prasser-weg: Rundwanderweg im Bereich der Friedrichshafener Hütte
- Hoppe-Seyler-weg: Darmstädter Hütte – Niederelbehütte
- Kieler sti og Rifflerweg: Niederelbehütte – Edmund-Graf-Hütte
- Ludwig-Dürr-Weg: Friedrichshafener Hütte – Darmstädter Hütte
- Reutlinger sti: Kaltenberghütte – Konstanzer Hütte
- Sepp-Jöchler-Weg: Darmstädter Hütte – Niederelbehütte
- Stubener sti: Kaltenberghütte – Reutlinger Hütte
- Wormser sti: Wormser Hütte – Heilbronner Hütte

### Transalp / Mountainbiking
Gennem Verwall fører også to vigtige Transalp-router, som om sommeren benyttes af mange på Mountainbike.
- Joe-Routen
- Albrecht-Routen

## Eksterne links
- Deutscher Alpenverein (DAV) http://www.alpenverein.de/Huetten-Wege-Touren/Karten/
- Österreichischer Alpenverein (ÖAV) http://www.alpenverein.at/portal/berg-aktiv/karten/